# Sterrenshow
De Sterrenshow was een groots opgezet televisiequizprogramma dat werd uitgezonden door de  VARA in de periode 1984-1986 en werd gepresenteerd (en grotendeels bedacht) door Willem Ruis.
Het format voor de Sterrenshow werd door de amusementsafdeling van de VARA bedacht. In eerste instantie had de VARA Mies Bouwman als geschikte presentatrice in gedachten, omdat het er naar uitzag dat men Willem Ruis niet kon behouden als presentator bij de VARA.
Toen Willem Ruis toch een nieuw contract bij de VARA tekende, werd hij naar voren geschoven als de ideale presentator voor deze groots opgezette show.
De VARA had bedacht dat de show kriskras door Nederland uit een gigantische tent rechtstreeks werd uitgezonden. In eerste instantie zag Willem Ruis niets in de tent, maar ging overstag na te zien welke technische mogelijkheden er allemaal in de tent voorhanden waren. Ook kreeg hij carte blanche en kreeg hij de kans (en een oneindig budget) om het programma geheel naar zijn hand te zetten.
De tent van waaruit de Sterrenshow uitgezonden werd, was immens groot en bood plaatst aan 500 personen publiek. In de tent stonden drie zeer grote podia - in het tweede seizoen werd ook nog een enorme showtrap aan het decor toegevoegd. Daarnaast was de techniek in de tent van een zeer hoog niveau; de modernste technieken werden gebruikt.
Het opbouwen van de tent nam enkele dagen in beslag. Toen in het eerste seizoen de show wekelijks werd uitgezonden, werd er met een strak werkschema gewerkt om te zorgen dat de tent zo snel mogelijk in de volgende plaats stond waar de volgende show werd uitgezonden. Deze planning was zo strak dat binnen enkele minuten na de uitzending op zaterdag werd begonnen met het afbreken van de tent. Dit om te zorgen dat de tent op woensdagmorgen compleet opgebouwd in de volgende plaats stond, waarna de repetities aldaar konden beginnen.
Het spelverloop van de Sterrenshow was simpel: de koppels konden zich opgeven met een artistieke wens. Deze wens kon een optreden als goochelaar zijn, danser, meespelen in een scène van Zeg 'ns Aaa of een act met dieren zijn. Niets was te gek. De koppels bestonden o.a. uit vader/dochters, echtparen, broers/zussen of buren. Elke aflevering bestond uit drie wensen. De kandidaten werden geïntroduceerd in de show door een filmpje. Na de drie wensen/optredens mocht het publiek in de tent kiezen welke twee koppels doorgingen in de show en welk koppel afviel.
Het koppel dat afviel ging samen met Willem de 'dozenronde' spelen.